# 藍煙囪貨倉碼頭

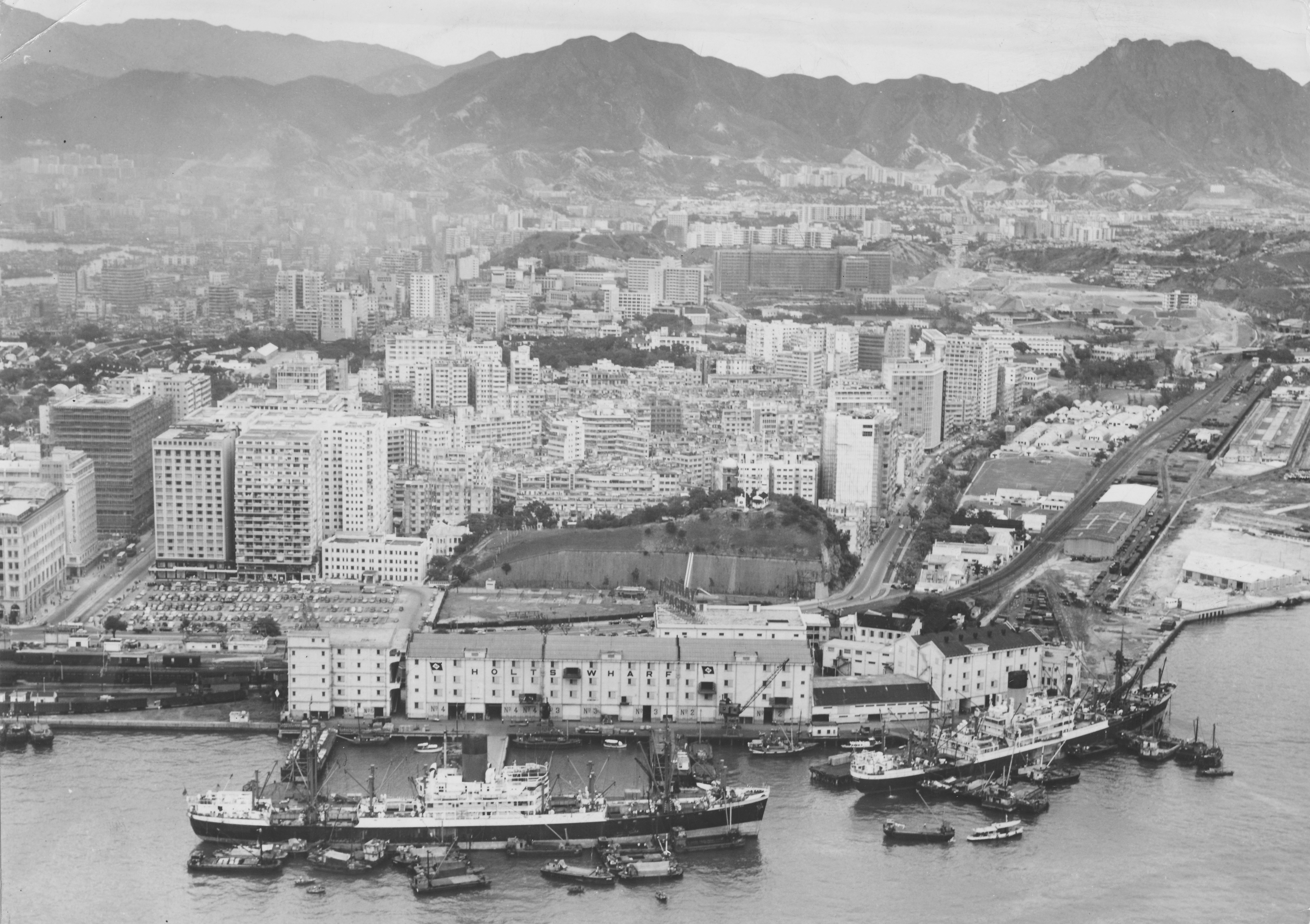
1963年的藍煙囪貨倉碼頭

藍煙囪貨倉碼頭，簡稱「藍煙囪」，又稱太古倉碼頭，是香港20世紀初期至中期的貨倉碼頭，由太古集團與藍煙囪輪船公司於1910年代設立，位於九龍尖沙咀當時東南部海旁，訊號山以南一帶。藍煙囪貨倉碼頭位於尖沙咀火車站附近，成為當時香港鐵路貨運與海上貨運的交匯處。

## 歷史
1950年代聯合國對華實行貿易禁運以前，中國大陸是香港重要的轉口貿易市場，惟隨着禁運實行，轉口貿易額銳減，香港貨倉業和轉口貿易業便逐漸式微。
隨著1960年代起其附近的九龍倉碼頭逐步改建，葵涌貨櫃碼頭在1972年啟用後取代了其貨運角色，加上九廣鐵路總站當時計劃遷往紅磡，太古洋行便於1971年以1.31億港元將藍煙囪貨倉碼頭售予新世界發展，後發展成新世界中心及香港麗晶酒店（2001年至2022年間稱香港洲際酒店），1978至1982年間落成（其後除香港洲際酒店外，所有建築物均於2008年起再重建成為Victoria Dockside）。